# Idioma manés
El idioma manés o gaélico manés (en manés: Gaelg Vanninagh o Gailck Vanninagh) es una lengua celta hablada en la isla de Man, una pequeña isla del mar de Irlanda que constituye una dependencia autogobernada de la Corona británica que no forma parte del Reino Unido. Aunque se la consideraba una lengua extinta tras la muerte de Ned Maddrell, su último hablante nativo en 1974, en los últimos años las autoridades locales y los propios maneses se han esforzado por revivirlo, promoviendo su utilización en escuelas y demás ámbitos culturales.
Este idioma es muy similar al gaélico irlandés y gaélico escocés.

## Historia
La llegada del idioma goidélico a la isla de Man acontece entre los siglos IV y V d. C., cuando invasiones de pobladores procedentes de Irlanda se establecen en la isla, sustituyendo esta a una supuesta lengua britónica hablada hasta entonces allí.
Sin embargo, la isla de Man, y con ella su lengua, aparecen a partir de las invasiones escandinavas; entre el 800 y el 815, los vikingos llegaron la isla de Man esencialmente por el pillaje. Entre los años 850 y 990, se establecieron en la isla, pero esta vez bajo el control de los reyes escandinavos de Dublín. Entre 990 y 1079 finalmente, la isla estuvo sujeta a los poderosos jarls de las Órcadas. Durante todo el período escandinavo, la isla estuvo nominalmente bajo la soberanía de los reyes de Noruega, pero estos raramente pudieron hacer valer sus derechos, a excepción de algunos como Harald I en el 885, Magnus III al final del siglo XI, y Hakon IV a partir de 1217. 
A partir del siglo XIII la isla es disputada por anglosajones y escoceses, y más tarde fue señorío de diversos títulos nobiliarios ingleses, antes de pasar finalmente a manos de la Corona británica.

## Desarrollo
El desarrollo del manés a partir del goidélico no se separó del irlandés hasta el siglo XIII y del gaélico escocés hasta el siglo XV. Sin embargo su evolución fue más progresiva ya que conservó arcaísmos del irlandés antiguo que se perdieron en otras lenguas goidélicas. 
Las aportaciones nórdicas, fruto de las sucesivas invasiones vikingas, primero en el siglo IX y luego una segunda procedente de Irlanda en el siglo XI, manteniéndose bajo dominación noruega hasta la segunda mitad del siglo XIII, también dejarían una profunda impronta en el manés.
El aislamiento de la isla y su dependencia de la corona inglesa (luego británica) desde el siglo XIV hicieron que el manés adoptara una grafía fundamentada en el inglés y no en otros idiomas celtas. El texto continuo más antiguo en manés es la traducción que hiciera el obispo anglicano John Phillips (1610) del Libro de Oración Común.
Se pueden distinguir tres períodos del manés: 
- Manés temprano: siglo XVII, con la traducción de Phillips.
- Manés clásico: siglo XVIII, cuando se realiza la traducción de la Biblia.
- Manés tardío: siglos XIX y XX.

## Conservación
Durante todos estos períodos históricos de la isla el gaélico sobrevivió hasta el siglo XVIII, y no fue hasta mediados del siglo XIX cuando comenzó su decadencia. 
Al pasar Man al área de influencia inglesa a partir del siglo XIV, tras los siglos de dominio escandinavo, el inglés se estableció como la lengua legal y de la administración en las ciudades, coexistiendo, sin desplazarlo, con el manés. Con motivo del aislamiento geográfico de la isla y al hecho de que la mayoría de los habitantes eran nativos de Man, habiendo muy pocos colonos ingleses, el manés pudo conservarse sin problemas.
Sin embargo, el empobrecimiento de la isla a partir del siglo XVII obligó a muchos habitantes del lugar tuvieron que emigrar, hecho que junto con la apertura de la isla al exterior a través del comercio, hizo que en especial a partir del siglo XVIII comenzara el declive del manés.
En 1831 lo hablaba regularmente el 30 % de la población, siendo la generación nacida entre 1860 y 1880 la última en recibir el manés como lengua materna. Ante el progresivo retroceso del idioma, ya en 1899 se crea la Yn Cheshaght Ghailckagh, es decir la Sociedad para la lengua manesa, con objetivo de preservar el manés como lengua propia de la isla de Man y estudiar, cultivar y publicar la literatura en manés. A pesar de ello, en 1901 solo lo hablaban 970 personas y el último hablante nativo de manés, Ned Maddrell, falleció el 27 de diciembre de 1974 con 97 años de edad.
Tras su extinción a finales del siglo XIX como lengua materna de la población, hoy en día se está intentando recuperar el manés, sobreviviendo gracias a un pequeño número de personas que lo han aprendido como segunda lengua y que intentan potenciarlo y normalizarlo frente al inglés, su lengua materna. En 1992 se formó la Manx Language Unit, liderada por Brian Stowell, iniciando las primeras acciones por la recuperación del idioma.
Según el censo de 2011, 1823 habitantes de un total de 80 398 (el 2.27 % de la población) afirmaba tener conocimientos del idioma manés.

## Gramática
El vocabulario del manés procede principalmente del gaélico común o goidélico, como  se observa al compararlo con el irlandés antiguo, medio y moderno, pero posee determinadas formas halladas también en el gaélico escocés, pero que no tiene el irlandés moderno. 
También ha tomado vocabulario de otras lenguas por contacto con ellas, principalmente del latín, el antiguo nórdico, inglés y el anglonormando.
Un ejemplo de estos préstamos, en este caso del latín entre los siglos V al VIII d. C., son las palabras de ámbito eclesiástico, incorporadas por misioneros cristianos: ecclesia = agglish (iglesia); episcopus = aspick (obispo); benedictio = bannaght; Pascha = Caisht (Pascua); census = kessh; liber= lioar; passio = paish (pasión); sacerdos = saggyrt (sacerdote); strata = straid (camino). 
Las influencias del antiguo nórdico están presentes desde el siglo IX d. C. en palabras relacionadas con la experiencia o la destreza, como por ejemplo las referidas a la pesca: akkeri (ancla) = aker; bátr (barco) = battey; vágr (bahía) = baie; gardhr (jardín) = garey; vindauga (ventana) = uinnag.
Del inglés tomó allá por el siglo XV palabras como: answer = anssor; stamp = stampey; lack = laccal; afford = fordrail. 
Por último, las influencias anglo-normandas y romances se hallan especialmente en palabras relacionadas con conceptos administrativos y de gobierno, como hommage = ammys; buiteille = boteil; castel = cashtal; covennat = conaant; danger = danjeyr; faveur = foayer; diner = jinnair; avantage = vondeish. 
Los números del 1 al 10 son los siguientes: nane, jees, tree, kiare, queig, shey, shiaght, hoght, nuy, jeith;  20 feed, 30 jeih as feed, 40 daeed, 50 jeih as daeed, 100 keead. 
El orden de la frase es verbo, sujeto y objeto. 
El artículo determinado masculino y femenino es yn y el plural ny. El género de los nombres se indica mediante sufijos, -an, -ys para el masculino y en nombres femeninos bisílabos con  -ag, aght. También se determina el  género usando la partícula fer 'hombre', ben 'mujer'; así, fer-obbe  es 'brujo' y ben-obbee 'bruja'; jee 'dios' y ben-jee 'diosa'. 
Respecto al número, en los nombres el plural se señala con el sufijo -yn (gaélico -an), de este modo: creg 'roca', plural creggyn; awin 'río', plural awinyin; coo 'perro', plural coyin. 
Los pronombres personales son los siguientes: 
|             | Singular                     |                                  | Plural |         |
| ----------- | ---------------------------- | -------------------------------- | ------ | ------- |
| 1.ª persona | Mee                          | Mish                             | Shin   | Shinym  |
| 2.ª persona | Oo                           | Uss                              | Shiu   | shiuish |
| 3.ª persona | Eh (masculino) Ee (femenino) | Eshyn (masculino) Ish (femenino) | Ad     | Adsyn   |

Los pronombres posesivos son: 
- my/m' (mio/mía)
- dty/dt', (tuyo/tuya)
- e 'suyo' más aspiración; e 'suya' sin aspiración.

El plural de las tres primeras personas es nyn. 
El pronombre demostrativo es shoh 'esto', shen 'eso', shid 'aquello'. Los interrogativos son  quoi '¿quién?', y cred, ke '¿qué?'. El relativo es ny y con forma negativa nagh, como yn dooinney ny chadlys 'el hombre que está durmiendo'; my ddoiney nagh vel g'obbragh 'el hombre que no está trabajando'. El pronombre relativo se forma con ta, como ta'n dooinney g'obbragh 'el hombre está trabajando', yn dooinney ta g'obbragh 'el hombre que está trabajando'.

### Vocales
|           | Alta | Media | Baja |
| --------- | ---- | ----- | ---- |
| Anterior  | i    | e     |      |
| Central   |      | ə     | a    |
| Posterior | u    | o     |      |

### Consonantes
|                  | Bilabial | Alveolar | Palatal | Palatal-velar | Velar | Glotal |
| Oclusiva muda    | p        | t        | t’      | k’            | k     |        |
| Oclusiva sonora  | b        | d        | d’      | g’            | g     |        |
| Nasal            | m        | n        | n’      |               | ŋ̊     |        |
| Lateral          |          | l        | l’      |               |       |        |
| Vibrante         |          | r        |         |               |       |        |
| Muda             | f        | s        | ʃ       | (x’)          | x     | h      |
| Fricativa        |          |          |         | (ɬ)           | (ɬ)   |        |
| Fricativa sonora | v        |          |         |               |       |        |
| Semivocal        | w        |          | j       |               |       |        |

## Muestra textual
San Juan I 1 - 8 
1. Ayns y toshiaght va'n Goo, as va'n Goo marish Jee, as va'n Goo Jee.
2. Va'n Goo cheddin ayns y toshiaght marish Jee.
3. Liorishyn va dy chooilley nhee er ny yannoo; as n'egooish cha row nhee erbee jeant va er ny jannoo.
4. Aynsyn va bea, as va'n vea soilshey deiney.
5. As ren y soilshey soilshean ayns y dorraghys, as cha ren y dorraghys goaill-rish.
6. Va dooinney er ny choyrt veih Jee va enmyssit Ean.
7. Haink eh shoh son feanish, dy ymmyrkey feanish jeh'n toilshey, liorishyn dy voddagh dy chooilley ghooinney credjal.
8. Cha nee eh va'n soilshey shen, agh v'eh er ny choyrt dy ymmyrkey feanish jeh'n toilshey shen.